# Leptobrachium ingeri
Leptobrachium ingeri es una especie de anfibio anuro de la familia Megophryidae.

## Distribución geográfica
Esta especie habita:
- en Sarawak en el este de Malasia;
- en la isla de Belitung en Indonesia.[3]

## Etimología
Esta especie lleva el nombre en honor a Robert Frederick Inger.

## Publicación original
- Hamidy, Matsui, Nishikawa & Belabut, 2012 : Detection of cryptic taxa in Leptobrachium nigrops (Amphibia, Anura, Megophryidae), with description of two new species. Zootaxa, n.º 3398, p. 22-39.[4]